# سام هاندلي
سام هاندلي (7 أكتوبر 1995 - ) (بالإنجليزية: Sam Handley)‏ هو لاعب كريكت بريطاني.

## وصلات خارجية
- سام هاندلي على موقع إي آس بي آن كريك إنفو (الإنجليزية)